# Шефћет Неби Гаши
Шефћет Небих Гаши (алб. Shefqet Nebi Gashi; Бусиње, код Приштине, 6. јун 1927) је био учесник Народноослободилачке борбе и друштвено-политички радник СФР Југославије, СР Србије и САП Косова.

## Биографија
Рођен је 6. јуна 1927. године у Бусињу код Приштине. Дипломирао је на Правном факултету. Учесник Народноослободилачке борбе је од 1944. године, а 1948. је постао члан Комунистичке партије Југославије.
После рата био је на разним дужностима у Народном одбору Грачаничког среза, Покрајинској скупштини, Покрајинском извршном већу и Покрајинском комитету СК Србије за Косово.
Био је и члан Покрајинске конференције Социјалистичког савеза радног народа Србије, члан Извршног комитета Покрајинског комитета СК Србије за Косово, председник Уставног већа Врховног суда САП Косова и посланик Друштвено-политичког већа Савезне скупштине.
Од маја 1984. до маја 1985. године био је председник Председништва САП Косова.